# Il fauno di marmo (film 1920)
Il fauno di marmo è un film del 1920 diretto da Mario Bonnard.